# Hieronim Załuski

Herb Junosza

Hieronim Załuski herbu Junosza (ur. 1657 w Olesznie na Śląsku, zm. 1714) – kasztelan rawski w latach 1693-1714, starosta brzeskokujawski w latach 1684-1698.

## Rodzina
Pochodził ze znanej, pobożnej i szanowanej polskiej rodziny szlacheckiej. Urodził się w rodzinie Aleksandra i Katarzyny z Olszowskich.
Ojciec pełnił urząd wojewody rawskiego. Matka zaś była siostrą prymasa Andrzeja Olszowskiego i Hieronima Olszowskiego, wojewody rawskiego. Dziad jego ze strony ojca, Wawrzyniec Załuski był pierwszym senatorem w rodzinie i pełnił urząd kasztelana gostyńskiego.
Do rodzeństwa należeli: Andrzej Chryzostom, biskup warmiński i płocki; Aleksander Józef, wojewoda rawski; Franciszek Jan, wojewoda płocki i czernihowski; Ludwik Bartłomiej, biskup pomocniczy przemyski; Teresa po mężu Chlebowska oraz przyrodni brat Karol, kuchmistrz wielki litewski.
Trzykrotnie żonaty. Pierwsza żona urodziła dwie córki: pierwsza wyszła za mąż za Wojciecha Wessela, kasztelana warszawskiego (zm. 1748); Druga po mężu Garczyńska poślubiła Stefana Garczyńskiego, kasztelana bydgoskiego, inowrocławskiego i inowłodzkiego
Druga żona Ludwika Wierzbowska była córką wojewody sieradzkiego (zm. 1665) i pieczętowała się herbem Jastrzębiec. Z małżeństwa urodził się syn Jan Prosper, konfederat barski.
Trzecia żona Katarzyna Fredro była córką Zygmunta Fredry, kasztelana sanockiego.

## Życiorys
Poseł sejmiku radziejowskiego na sejm 1685 roku. 
Jako senator brał udział w sejmach: 1696 i 1699 roku.
Po zerwanym sejmie konwokacyjnym 1696 roku przystąpił 28 września 1696 roku do konfederacji generalnej. Był członkiem konfederacji sandomierskiej 1704 roku.